# 별나도 괜찮아
《별나도 괜찮아》(영어: Atypical)는 넷플릭스에서 로비아 러시드가 기획한 미국의 성장 블랙 코미디 드라마이다. 자폐 스펙트럼을 가진 18세 소년 샘 가드너(키어 길크리스트 분)에게 초점을 맞춘다. 2017년 8월 11일 8편으로 구성된 첫 시즌이 공개됐다. 2018년 9월 7일에 10편으로 구성된 시즌 2가 공개됐다.

## 줄거리

### 시즌 1
자폐성 장애를 가진 코네티컷 18살 소년 샘 가드너는 가족들에게 연애를 하고 싶다고 알린다.
샘과 사이가 불편하던 아버지 더그는 샘이 자신에게 조언을 구하자 큰 만족감을 느낀다. 샘이 초콜릿을 바른 딸기로 자신의 첫사랑을 놀래 주고 싶어하자 더그는 샘을 태우고 상대 집으로 가지만, 그 상대가 바로 26세인 샘의 담당 심리 치료사 줄리아라는것을 알게 된다. 더그는 재빨리 샘을 데리고 나오고 비슷한 나이대 여자친구를 구하라고 말한다. 샘은 “연습용 여자친구”가 필요하다고 결정하고, 가족과 친구들 도움을 받아 연애 문제를 둘러싼 미묘한 차이를 배우기 시작한다.
샘이 독립성을 더욱 키워나가면서 어머니 엘사는 아들 보호자로서의 삶 이외 영역에서 인생을 찾아나가는 데 어려움을 겪는다. 친구들과 바를 찾은 엘사는 바텐더 닉을 알게 되고 그와 바람피우기 시작한다.
샘의 여동생 케이시는 육상에서 두각을 나타내면서 멀리 떨어진 명문 고등학교 클레이턴 체육 장학생 자격을 얻는다. 그러나 전학은 오빠 샘 곁을 떠나는 걸 의미하기에 케이시는 걱정한다. 샘이 자폐성 장애를 진단받았을 때 아버지 더그가 가족을 버렸던 과거와 어머니 엘사가 바람피고 있는 현실을 알게 되면서 케이시의 근심은 더욱 악화된다.
한편 줄리아는 남자친구가 떠나간 후 자신이 남자친구 아이를 임신했다는 사실을 깨닫는다.

### 시즌 2
샘은 새 심리 치료사에게 대학에 진학하고 싶다고 말한다. 샘은 페이지의 제안으로 가벼운 만남을 갖는 와중에 베일리와 가까워진다. 더그는 엘사의 불륜을 극복하기 위해 힘든 시간을 보내고, 엘사는 자폐성 아동 대상으로 이발 사업을 시작한다. 미술 재능이 발견된 샘은 과학 삽화 과정이 있는 덴턴에 합격하고, 가족들에게 자신을 돕는 걸 멈춰 자신이 온전히 자립할 수 있게 해달라고 한다. 페이지는 보딘 칼리지에 합격하고, 샘과 페이지가 서로에게 진심이 되었음이 차차 분명해진다.
클레이턴에서 케이시는 이지, 이지의 남자친구 네이트를 알게 된다. 케이시는 네이트의 접근을 물리치고 이 사실을 이지에게 알리지만 이지는 네이트의 거짓말을 믿고 케이시를 매도한다. 후에 이지가 사과하고 둘은 입을 맞춘다.

## 출연

### 주연
- 제니퍼 제이슨 리 - 엘사 가드너 역.[1] 샘과 케이시의 어머니.
- 키어 길크리스트 - 샘 가드너 역. 남극점 지역에 관심이 많은 자폐 스펙트럼을 가진 18세 소년이다.[1][2][3] 길크리스트는 해당 배역에 대해 "그는 자폐증 스팩트럼을 가졌다. 아주 독특한 인물이다"라고 말하였다.[4]
- 브리젯 런디페인 - 케이시 가드너 역.[1] 샘의 여동생.
- 에이미 오쿠다 - 줄리아 사사키 역.[1] 샘의 상담사이자 짝사랑 대상.
- 마이클 래퍼포트 - 더그 가드너 역.[1] 샘과 케이시의 아버지이자 엘사의 남편.

### 조연
- 닉 도다니 - 자히드 라자 역.[5] 전형적인 남아시아계 너드이다".[3]
- 제나 보이드 - 페이지 하드웨이 역. 샘의 "연습용 여자친구."
- 그레이엄 로저스 - 에번 체이핀 역.[1] 케이시의 남자 친구.
- 레이철 레드리프 - 베스 체이핀 역. 에번의 자매.
- 라울 카스티요 - 닉 역.[6] 엘사와 불륜 중인 바텐더이다.[7]
- 파이블 스튜어트 - 이지 테일러 역. 케이시의 여자친구.

## 에피소드

### 시즌 1 (2017)
| 전체 번호 | 시즌 번호 | 제목                               | 감독             | 작가                        | 본 공개 날짜    |
| --------- | --------- | ---------------------------------- | ---------------- | --------------------------- | --------------- |
| 1         | 1         | "Antarctica"                       | 세스 고든        | 로비아 러시드               | 2017년 8월 11일 |
| 2         | 2         | "A Human Female"                   | 마이클 패트릭 잰 | 마이크 오펀하이즌           | 2017년 8월 11일 |
| 3         | 3         | "Julia Says"                       | 마이클 패트릭 잰 | 브라이언 태넌               | 2017년 8월 11일 |
| 4         | 4         | "A Nice Neutral Smell"             | 세스 고든        | 애너벨 오크스               | 2017년 8월 11일 |
| 5         | 5         | "That's My Sweatshirt"             | 마이클 패트릭 잰 | 데니스 살두아               | 2017년 8월 11일 |
| 6         | 6         | "The D-Train to Bone Town"         | 마이클 패트릭 잰 | 마이크 오펀하이즌 & 젠 리건 | 2017년 8월 11일 |
| 7         | 7         | "I Lost My Poor Meatball"          | 조 케슬러        | 로비아 러시드               | 2017년 8월 11일 |
| 8         | 8         | "The Silencing Properties of Snow" | 마이클 패트릭 잰 | 로비아 러시드               | 2017년 8월 11일 |

### 시즌 2 (2018)
| 전체 번호 | 시즌 번호 | 제목                                     | 감독          | 작가                            | 본 공개 날짜   |
| --------- | --------- | ---------------------------------------- | ------------- | ------------------------------- | -------------- |
| 9         | 1         | "Juiced!"                                | 조 케슬러     | 로비아 러시드                   | 2018년 9월 7일 |
| 10        | 2         | "Penguin Cam and Chill"                  | 라이언 케이스 | 로비아 러시드                   | 2018년 9월 7일 |
| 11        | 3         | "Little Dude and the Lion"               | 실버 트리     | 테리사 멀리건 로즌솔            | 2018년 9월 7일 |
| 12        | 4         | "Pants on Fire"                          | 기타 퍼텔     | 마이크 오펀하이즌               | 2018년 9월 7일 |
| 13        | 5         | "The Egg Is Pipping"                     | 웬디 스탠즐러 | 밥 스마일리                     | 2018년 9월 7일 |
| 14        | 6         | "In the Dragon's Lair"                   | 실버 트리     | 로비아 러시드                   | 2018년 9월 7일 |
| 15        | 7         | "The Smudging"                           | 팸 토머스     | 로비아 러시드 & 데니스 살두아   | 2018년 9월 7일 |
| 16        | 8         | "Living at an Angle"                     | 피트 채트먼   | 젠 리건 & 테리사 멀리건 로즌솔  | 2018년 9월 7일 |
| 17        | 9         | "Ritual-licious"                         | 라이언 케이스 | 마이크 오펀하이즌 & D.J. 라이언 | 2018년 9월 7일 |
| 18        | 10        | "Ernest Shackleton's Rules for Survival" | 켄 휘팅엄     | 로비아 러시드                   | 2018년 9월 7일 |

## 같이 보기
- 자폐 권리 운동